# 海南市立東海南中学校
海南市立東海南中学校（かいなんしりつ ひがしかいなんちゅうがっこう）は、和歌山県海南市野上中にある市立中学校。

## 通学区域
- 海南市立北野上小学校（別院・野尻・下津野・原野・高津・孟子全域・七山）
- 海南市立中野上小学校（沖野々・木津・椋木・溝ノ口・野上中全域・野上新全域・阪井の一部(木津団地)）
- 海南市立南野上小学校（九品寺・次ケ谷・ひや水・海老谷・赤沼全域・上谷全域・阪井の一部(浄光寺原団地)・東畑の一部(複合)）[1]

## 部活動
運動部
- 野球部
- 陸上部
- テニス部
- バスケ部
- バレー部
- 駅伝部

文化部
- 音楽部

## 委員会活動
- 執行部(生徒会)
- 中央委員会
- 生活安全委員会
- 放送委員会
- 整備委員会
- 図書委員会
- 保健委員会
- 文化広報委員会
- 園芸委員会

## 通学区域が隣接している学校
- 海南市立巽中学校
- 海南市立亀川中学校
- 和歌山市立東中学校
- 紀の川市立貴志川中学校
- 紀美野町立野上中学校
- 有田川町立金屋中学校